# Эзе-э-Ришкур
Эзе́-э-Ришку́р (фр. Aisey-et-Richecourt) — коммуна во Франции, находится в регионе Франш-Конте. Департамент — Верхняя Сона. Входит в состав кантона Жюсе. Округ коммуны — Везуль.
Код INSEE коммуны — 70009.

## География
Коммуна расположена приблизительно в 290 км к востоку от Парижа, в 75 км севернее Безансона, в 34 км к северо-западу от Везуля.
Вдоль восточной границы коммуны протекает река Сона.

## Население
Население коммуны на 2010 год составляло 107 человек.
| 1962 | 1968 | 1975 | 1982 | 1990 | 1999 | 2010 |
| ---- | ---- | ---- | ---- | ---- | ---- | ---- |
| 137  | 124  | 114  | 104  | 125  | 141  | 107  |

## Экономика

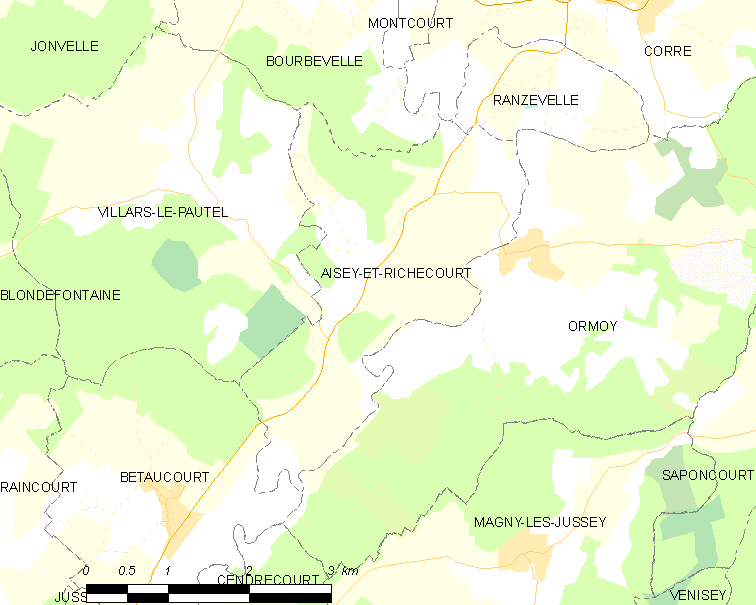
Карта коммуны

В 2010 году среди 71 человека трудоспособного возраста (15—64 лет) 55 были экономически активными, 16 — неактивными (показатель активности — 77,5 %, в 1999 году было 72,0 %). Из 55 активных жителей работали 45 человек (28 мужчин и 17 женщин), безработных было 10 (4 мужчины и 6 женщин). Среди 16 неактивных 3 человека были учениками или студентами, 8 — пенсионерами, 5 были неактивными по другим причинам.